# Rev I. od Iberije
Rev I. od Iberije ili Rev I. Pravedni (gruz. რევ I მართალი, Rev Martali), bio je kralj Iberije (Kartlija, današnja središnja i istočna Gruzija), prvi iz dinastije Arsakida. Vladao je od 189. do 216. godine.
Poznat je isključivo iz srednjevjekovnih Gruzijskih kronika, gdje je naveden sin kralja Armenije, kojeg Kiril Tumanov poistovjećuje s Vologazom V. (vladao od 186. do 198. godine) Reva su ustoličili pobunjeni iberijski plemići, koji su smijenili njegova ujaka Amazaspa II., posljednjeg kralja iz dinastije Farnavazida. Izvještava se da se Rev oženio "grčkom" princezom Sefelijom, koja je navodno donijela Afroditinog idola u Iberiju i postavila ga u glavnom gradu Mcheti, ali nema naznaka da je lokalni kult ove grčke božice ikad postojao.
Gruzijska kronika Život kraljeva kaže da je Rev, premda pogan, bio naklonjen doktrinama kršćanstva i postao poznat kao martali ili "Pravednik" zbog pokroviteljstva lokalne nerazvijene kršćanske zajednice. Kiril Tumanov je prikazao ovaj nadimak kao izravni prijevod dikaiosa, epiteta koji se često koristi u titulaturi arsakidskih kraljeva Parte. 
Nakon njegove smrti, naslijedio ga je sin Vače.  